# منتزعة الكبريت الأركتيكية
منتزعة الكبريت الأركتيكية (الاسم العلمي: Desulfovibrio arcticus) هي نوع من البكتيريا، سلبية الغرام، تتبع جنس منتزعة الكبريت.